# Accent grave souscrit
L’accent grave souscrit ‹ ◌̖ › est un signe diacritique de l’alphabet latin utilisé dans certains transcriptions phonétiques ou par certains auteurs.

## Utilisation
Le alphabet phonétique international (API) a anciennement utilisé l’accent grave souscrit pour indiquer un ton bas descendant. Daniel Jones a proposé d’utilisé l’accent grave souscrit, ainsi que d’autres signes diacritiques suscrits ou souscrits pour noter les tons dans l’Alphabet international africain l'Institut international des langues et civilisations africaines publié en 1927. L’API a remplacé les accents marquant les tons par des accents exclusivement suscrits ou avec des barres de tons après la conférence de Kiel de 1989. Cependant quelques rares auteurs utilisent encore les accents souscrits, dont l’accent grave souscrit, pour marquer les tons, par exemple Klaus Werner dans un manuel de lao publié en 2012, par exemple pour ເຂົ້າ [kʰaw˧˩] « riz » transcrit ‹ kha̖u ›.
En hupda, Danilo Paiva Ramos a utilisé l’accent grave souscrit et l’accent aigu souscrit, remplaçant les accents suscrits de l’orthographe de Henri Ramirez.